# بين كولمان
بين كولمان (بالإنجليزية: Ben Coleman)‏ هو لاعب كرة قدم أمريكية أمريكي، ولد في 18 مايو 1971 في ساوث هيل في الولايات المتحدة.

## وصلات خارجية
- بين كولمان على موقع كلية كرة السلة في سبورتس رفرنس.كوم (الإنجليزية)
- بين كولمان على موقع مرجع كرة القدم المحترفة.كوم (الإنجليزية)